# WASP-121
WASP-121は、とも座の方向におよそ860光年の距離にある10等星である。WASP-121の周囲には、少なくとも1つ太陽系外惑星が存在することがわかっている。

## 特徴
| 太陽 | WASP-121  |
| ---- | --------- |
| 太陽 | Exoplanet |

WASP-121は、スペクトル型がF6 Vに分類されるF型主系列星で、質量、半径は太陽の1.4倍程度と見積もられる、太陽より少し大きい恒星である。光球面の有効温度は、およそ6,460 Kで、太陽よりやや高温である。
WASP-121は、自転速度が13.5 km/s以上と推定され、この種の恒星の中では高速であり、活動的な恒星といわれる。一方で、WASP-121の光度曲線からは、自転に伴う周期的な光度変化は、少なくともミリ等級水準では検出されていない。また、恒星の活動性の指標である、彩層からのカルシウム輝線もみられない。

## 惑星系

WASP-121bの観測結果に基づくシミュレーションを視覚化した、「ウルトラホット・ジュピター」のみえかた。ウルトラホット・ジュピターは母星の光を反射できないが、大気が非常に高温になるため熱放射で輝くと考えられる。出典: NASA / JPL-Caltech / Aix-Marseille University

2015年、WASP-121の周りを約1.27日の周期で公転する惑星WASP-121bの発見が初めて公表された。2011年から2012年に、WASP-SouthがWASP-121を観測した結果、WASP-121の手前を通過する天体による周期的な減光が確認され、オイラー望遠鏡やTRAPPISTによる追観測で、この天体が惑星であることが明らかになった。
WASP-121bは、質量が木星の1.2倍ほど、半径は木星の1.8倍に及ぶホット・ジュピターで、その軌道長半径が、潮汐力により惑星が破壊される臨界軌道半径であるロッシュ限界より若干大きいだけであることから、潮汐破壊寸前の状態にあるものと考えられる。WASP-121bは、ハッブル宇宙望遠鏡（HST）などによる観測から、成層圏で赤外線での水（H2O）輝線が放射されていることがわかった。これは系外惑星の成層圏に水を検出した初めての例であり、母星からの放射はかなりの部分が惑星大気の上層部で保持されて、低空ほど温度が低くなる逆転現象が生じており、その原因として酸化バナジウムや酸化チタンなどの気体による吸収が寄与しているものと考えられる。一方、近紫外線でのHSTによる観測からは、鉄やマグネシウムのイオンが、WASP-121bのロッシュ・ローブを超えて広がっていることが確認され、金属元素が惑星重力の束縛外へ流出しているとわかった。このように惑星から流出した物質は、母星を覆い、彩層輝線をみえなくしている可能性もある。
| 名称 （恒星に近い順） | 質量             | 軌道長半径 （天文単位）  | 公転周期 (日)                     | 軌道離心率 | 軌道傾斜角     | 半径             |
| --------------------- | ---------------- | ------------------------ | --------------------------------- | ---------- | -------------- | ---------------- |
| b (Tylos)             | 1.157 ± 0.070 MJ | 0.02596+0.00043 −0.00063 | 1.27492504+0.00000015 −0.00000014 | < 0.0032   | 88.49 ± 0.16{° | 1.753 ± 0.036 RJ |

## 名称
2022年、ジェイムズ・ウェッブ宇宙望遠鏡の優先観測目標候補となっている太陽系外惑星のうち、20の惑星とその親星を公募により命名する「太陽系外惑星命名キャンペーン2022（NameExoWorlds 2022）」において、WASP-121とWASP-121bは命名対象の惑星系の1つとなった。このキャンペーンは、国際天文学連合（IAU）が「持続可能な発展のための国際基礎科学年（IYBSSD2022）」の参加機関の一つであることから企画されたものである。2023年6月、IAUから最終結果が公表され、WASP-121はDilmun、WASP-121bはTylosと命名された。ディルムンは、バーレーン群島及びアラビア半島東部にあった古代文明のシュメール語名。テュロス（希: Τύλος）は、バーレーン島の古代ギリシア語名である。

## ギャラリー

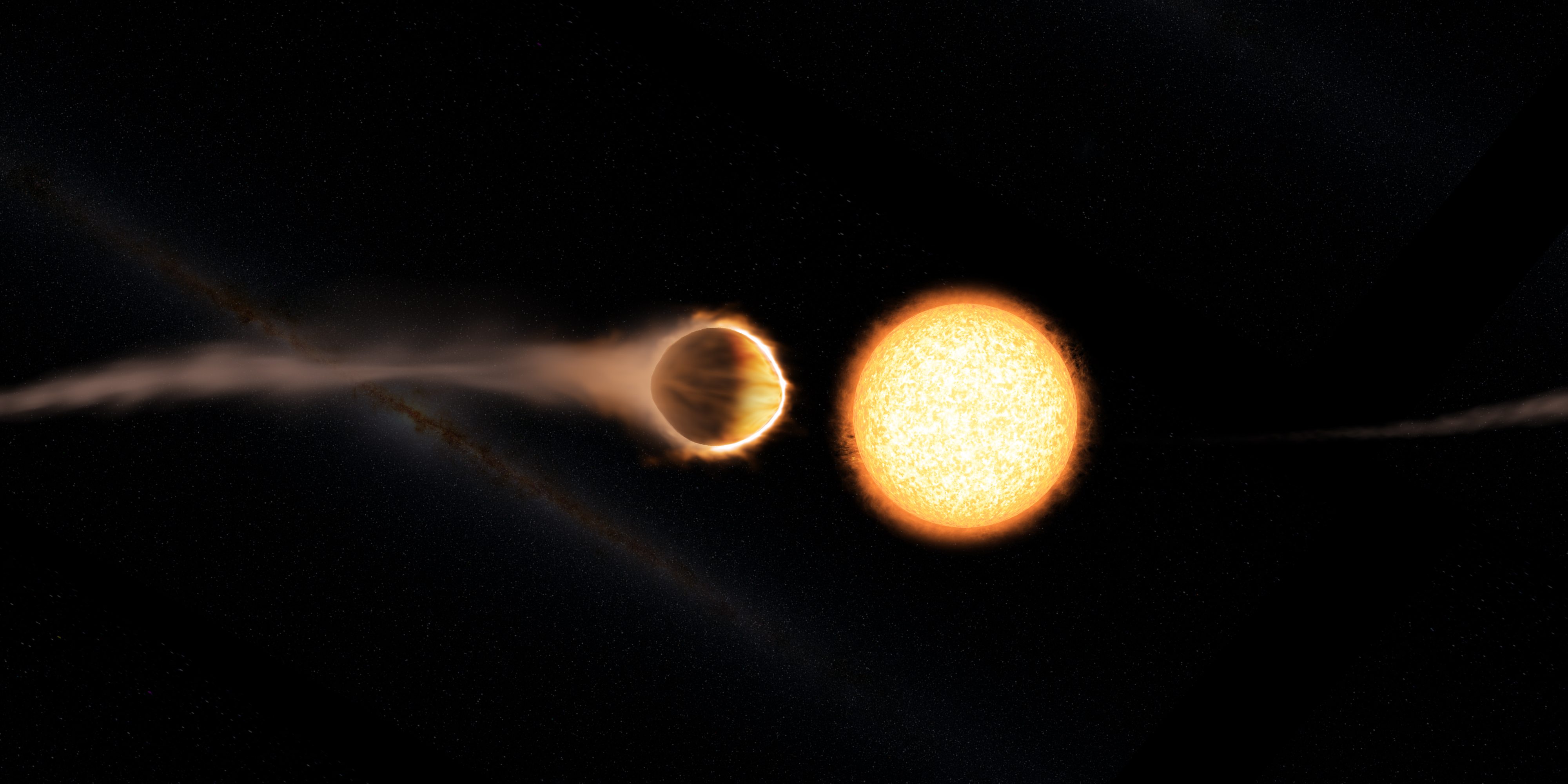
WASP-121bの想像図。出典: Engine House VFX, At-Bristol Science Centre, University of Exeter
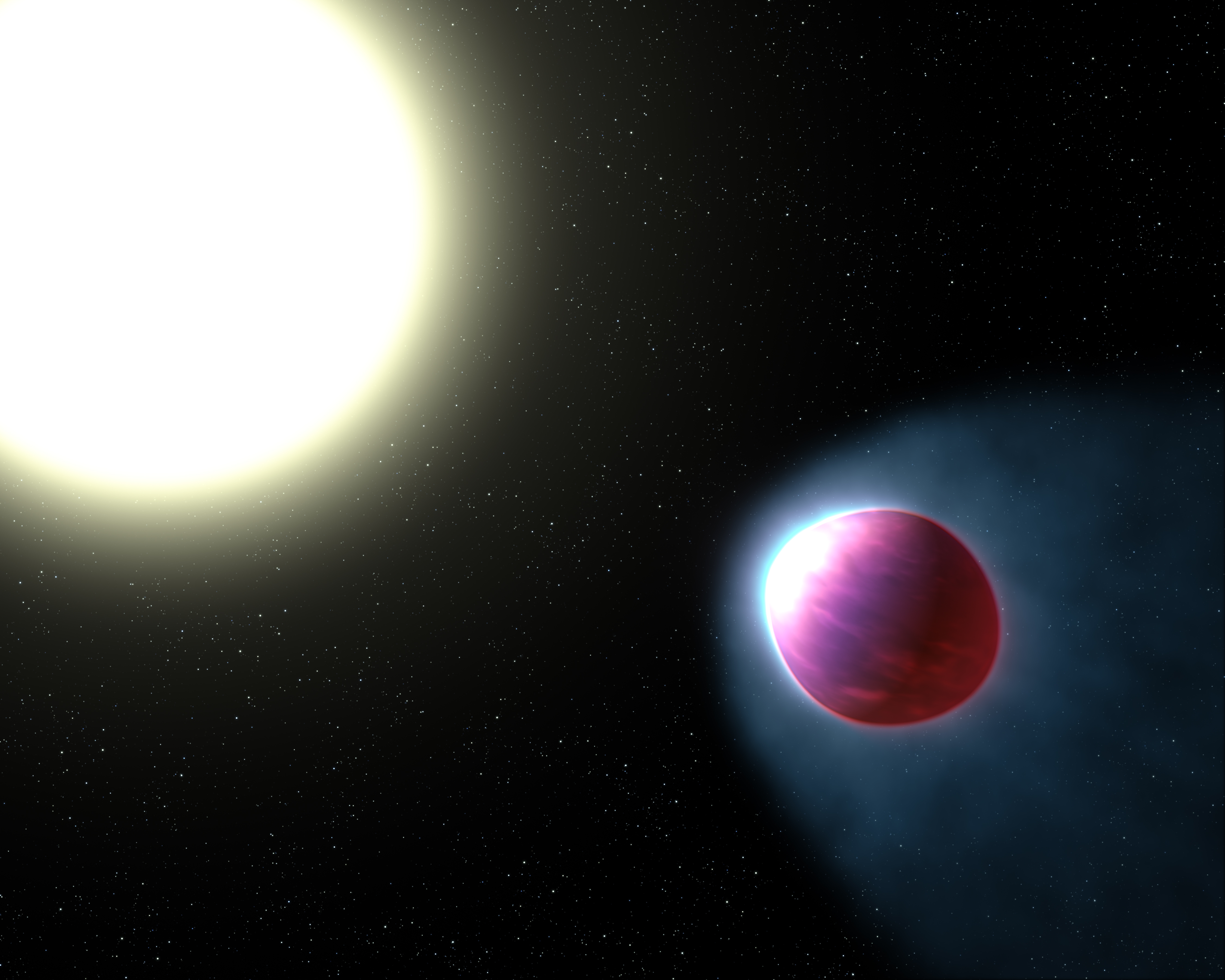
WASP-121bの上層大気は加熱され、金属さえ沸騰する。出典: NASA, ESA, & G. Bacon (STScI)